# Christer Ljung
Bertil Christer Ljung, född den 5 februari 1942 i Lunds domkyrkoförsamling i Malmöhus län, är en svensk militär.

## Biografi
Christer Ljung avlade officersexamen vid Krigsskolan 1965, kapten vid Göta ingenjörregemente 1972 och major i generalstabskåren 1976. Åren 1971–1974 studerade han vid Militärhögskolan. Åren 1976–1980 tjänstgjorde han vid Försvarets materielverk. Major vid Göta ingenjörregemente 1980–1982. Utnämnd överstelöjtnant i generalstabskåren 1982 och var 1982–1985 avdelningschef i försvarsstaben. 1985–1987 tjänstgjorde han som bataljonschef vid Göta ingenjörregemente. Han befordrades till överste 1988 och var byråchef vid FMV 1987–1989. Han var chef för Göta ingenjörregemente 1990–1992. 1993 utnämndes han till överste av 1:a graden, och tjänstgjorde som ingenjörinspektör och chef för Arméns fältarbetscentrum 1993–1997.